# I Foscari
I Foscari è un film del 1923 diretto da Mario Almirante.

## Trama
Jacopo Foscari, malgrado sia figlio del Doge è stato costretto all'esilio. Ezio Contarini, giovane nobile veneziano dissoluto e suo acerrimo nemico, si accorge che Jacopo è tornato di nascosto a Venezia per rivedere Lucrezia, sua moglie, e denuncia il fatto al Consiglio dei Dieci. Jacopo viene arrestato ed a nulla valgono le lacrime di Lucrezia e la richiesta di grazia avanzata dal vecchio Doge Francesco Foscari all'inflessibile Consiglio. Ogni pietà viene negata, anzi proprio il Doge dovrà firmare la condanna. Gli stessi implacabili giudici, mentre Jacopo viene portato al patibolo, inducono il Doge ad abdicare.

## Produzione
Il film, conosciuto anche con il titolo alternativo de I due Foscari, venne realizzato dalla "Alba Film", azienda di produzione  che fu attiva a Napoli tra il 1922 ed il 1924, producendo 5 pellicole, oggi tutte -  come questa - considerate perdute.

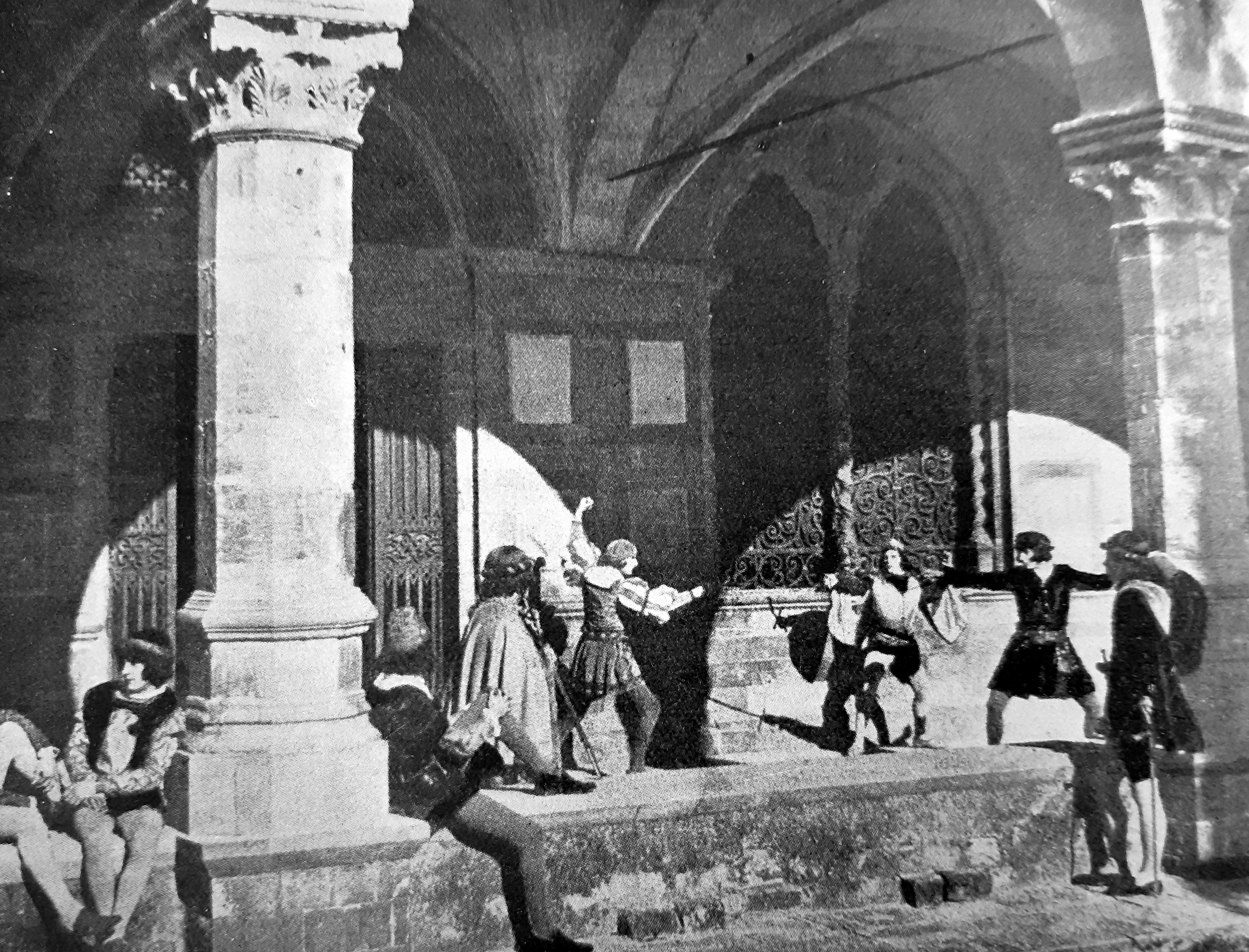
Fotogramma del film

## Critica
Elle. Gi. in La vita cinematografica del 30 giugno 1923: « Di rado capita di vedere riprodotta in cinematografia un'azione così complessa, poderosa - com'è questa dei Foscari - con tanta scorrevolezza di scena, tanto logico susseguirsi di vicende, con tanto equilibrio per l'una e per l'altra parte. Il riduttore, Camillo Bruto Bonzi, ha fatto, della passionale leggenda, una ricostruzione drammatica potente, svolta scenicamente con rara perizia di narratore, con alto senso artistico e letterario. Noi che conosciamo la storia del Doge Foscari a traverso del libretto di Piave per l'opera di Verdi [...] ci siamo trovati di fronte a cosa nuova che ci persuade, trascina, conquide dal principio alla fine, con la sua palpitante umanità. [...] Amleto Novelli, nella nobiltà fiera di Jacopo Foscari, ha sfumature, passaggi graduali di gioia. di coraggio, di sofferenza contenuta, di muta
disperazione, veramente incomparabili. Il suo giuoco mimico è fortemente comunicativo e studiosamente addestrato. [...] Bene pure anche gli altri interpreti, che scompaiono della divina bellezza della laguna e della sua regina, Venezia, dai palazzi superbi, dalle callette silenziose, dai campielli e rii chiaccherini; Venezia, altera di spendore, e viva davanti a noi; che Uberto (sic) Arata, nelle linee fotografiche, artisticamente squisite, ha saputo rinchiudervi i palpiti immensi di vitalità  [...]. E la sua parte di lode spetta anche allo scenografo Mario Gheduzzi. Un'opera d'arte, I Foscari, che farà epoca [...]»

## Opere correlate
Nel 1942 il regista Enrico Fulchignoni trasse dall'opera omonima di Byron del 1821 il film I due Foscari, edizione sonora con Rossano Brazzi quale interprete principale.